# Nicolás Castillo
Nicolás Ignacio Castillo Mora (ur. 14 lutego 1993 w Santiago) – piłkarz chilijski grający na pozycji napastnika. Od 2018 jest zawodnikiem klubu SL Benfica.

## Kariera klubowa
Swoją karierę piłkarską Castillo rozpoczął w klubie Universidad Católica. W 2011 roku awansował do kadry pierwszego zespołu. 10 kwietnia 2011 zadebiutował w nim w chilijskiej Primera División w wygranym 2:0 domowym meczu z Cobreloa. W 2011 roku zdobył z nim Puchar Chile oraz wywalczył wicemistrzostwo fazy Apertura. Z kolei w 2013 roku został mistrzem Chile.
W styczniu 2014 Castillo podpisał kontrakt z Club Brugge, który zapłacił za niego 3 miliony euro. W Brugge zadebiutował 9 lutego 2014 w wygranym 3:1 wyjazdowym meczu z KRC Genk. W 2015 roku był wypożyczony najpierw do 1. FSV Mainz 05, a następnie do Frosinone Calcio. W 2016 wypożyczono go do Universidad Católica.
| Sezon   | Klub                 | Kraj   | Rozgrywki        | Mecze | Bramki |
| ------- | -------------------- | ------ | ---------------- | ----- | ------ |
| 2011    | Universidad Católica | Chile  | Primera División | 2     | 0      |
| 2012    | Universidad Católica | Chile  | Primera División | 19    | 8      |
| 2013    | Universidad Católica | Chile  | Primera División | 11    | 3      |
| 2013/14 | Universidad Católica | Chile  | Primera División | 15    | 6      |
| 2013/14 | Club Brugge          | Belgia | Eerste klasse    | 12    | 2      |
| 2014/15 | Club Brugge          | Belgia | Eerste klasse    | 18    | 8      |
| 2014/15 | 1. FSV Mainz 05      | Niemcy | Bundesliga       | 1     | 0      |
| 2015/16 | Frosinone Calcio     | Włochy | Serie A          | 6     | 0      |
| 2015/16 | Universidad Católica | Chile  | Primera División |       |        |

## Kariera reprezentacyjna
Castillo grał w młodzieżowych reprezentacjach Chile. W 2013 roku zagrał z reprezentacją U-20 na Mistrzostwach Świata U-20 i Mistrzostwach Ameryki Południowej U-20.
W dorosłej reprezentacji Chile Castillo zadebiutował w niej 23 marca 2013 roku w przegranym 0:1 meczu eliminacji do MŚ 2014 z Peru, rozegranym w Limie.